# لورا ريجان
لورا ريجان هي ممثلة كندية، ولدت في 17 أكتوبر 1977 في كندا.

## أعمال

### أفلام
- (2000) غير قابل للكسر[3]
- (2007) هدوء تام

### مسلسلات
- إن سي آي إس
- لوس أنجلوس
- رجال ماد
- شبح هامس

## وصلات خارجية
- لورا ريجان على موقع IMDb (الإنجليزية)
- لورا ريجان على موقع ألو سيني (الفرنسية)
- لورا ريجان على موقع أول موفي (الإنجليزية)
- لورا ريجان على موقع قاعدة بيانات الأفلام السويدية (السويدية)
- لورا ريجان على موقع قاعدة بيانات الفيلم (الإنجليزية)
- لورا ريجان على موقع كينوبويسك (الروسية)